# Klan (Duo)
Klan ist ein deutsches Indiepop-Duo bestehend aus den beiden Brüdern Stefan und Michael Heinrich.

## Bandgeschichte
Geboren wurden die Heinrich-Brüder in Lampertswalde, einem kleinen Dorf zwischen Dresden und Leipzig, wo sie auch ihre ersten Lebensjahre verbrachten. Die restliche Kindheit und Jugend verlief nach dem Umzug der Familie in Leipzig. Dort sangen beide im Kirchenchor und machten gemeinsam Straßenmusik. Stefan Heinrich spielte anschließend als Gitarrist in diversen Bands, während Michael Heinrich nach Berlin ging, um Medizin zu studieren.
2016 gründeten die beiden das Duo Klan. Michael ist Sänger und Texter, während Stefan als Gitarrist und Produzent sich um die Musik kümmert. Musikalisch handelt es sich bei Klan um Indiepop mit Elementen des Soul und des Trip-Hops. Nach nur einem Jahr unterschrieb die Band einen Vertrag beim Majorlabel Warner Music. Zusammen mit Produzent Tim Tautorat entstand das Debütalbum Wann hast du Zeit. Es folgte eine deutschlandweite Tour.
Während des Jahres 2020 veröffentlichten Klan die beiden EPs Winterseite und Sommerseite als sogenanntes „Halbum“. Am 18. Dezember 2020 erschien das Deluxe-Album Zwei Seiten, das die beiden EPs zusammen fasst. Das Album enthält einen Gastauftritt von Mieze Katz, der Sängerin von MIA. Das Album erreichte Platz 87 der deutschen Albumcharts.
2024 fand die Abschiedstour Das Ende der Welt des Duos statt. Im Anschluss gingen beide Brüder musikalisch getrennte Wege. Michael möchte sich wieder auf sein Medizinstudium und seine Familie fokussieren, während Stefan in der Musikbranche bleiben möchte.

## Diskografie

### Alben
- 2018: Wann hast du Zeit? (WMG)
- 2020: Zwei Seiten (WMG)
- 2023: Jaaaaaaaaaaaaaaaa! (Knal)
- 2024: Das Ende der Welt (Knal)

### EPs
- 2020: Winterseite (Warner Music Germany)
- 2020: Sommerseite (Warner Music Germany)

### Singles
- 2018: Lang lebe die Liebe
- 2018: Tropfen
- 2018: Keine Zeit
- 2018: Teilen
- 2018: Woran glaubst du?
- 2018: Mama
- 2019: Urlaub machen
- 2019: Bei dir
- 2019: Tut mir leid
- 2020: Baby Baby
- 2020: Rot Blau Grün
- 2020: Schön
- 2020: Lichtgeschwindigkeit
- 2020: Nie gesagt (feat. Mia)
- 2022: Mitternacht (feat. Josi Miller)
- 2022: Nacht / Unendlichkeit
- 2022: Juli / Rettungsboot
- 2022: Guilty Pleasure / Geflickt
- 2022: Dass du mich liebst (feat. Lea)
- 2022: Familie (feat. Oh Brother)
- 2022: Internet (feat. Alligatoah)
- 2023: Wenn ich du wär
- 2023: Linie 72 (feat. Antje Schomaker)
- 2023: Das Ende der Welt
- 2023: Alles unter groß ist mir zu klein (feat. Conny)
- 2024: 21 Gramm (feat. Madeline Juno)